# Marc Bolan
(David Bowie nel 2001)
Marc Bolan o Toby Tyler, pseudonimo di Mark Feld (Londra, 30 settembre 1947 – Barnes, 16 settembre 1977), è stato un cantautore e chitarrista inglese, frontman della band inglese Tyrannosaurus Rex (poi abbreviati in T. Rex) dal 1967 fino alla sua morte avvenuta in un incidente stradale nel 1977.
Fu molto popolare nel Regno Unito nei primi anni '70. È comunemente considerato il fondatore del glam rock e come tale è stato acclamato dalla stampa musicale inglese. Suoi dischi come Electric Warrior e The Slider figurano regolarmente nelle liste dei migliori album di tutti i tempi.

## Biografia

### Infanzia e adolescenza
Figlio di un camionista e di una fruttivendola, nacque con il nome Mark Feld e crebbe nel quartiere Stoke Newington del borgo di Hackney, nella East London. Già nell'infanzia dimostrò un carattere ribelle. Si appassionò di rock and roll da bambino dopo aver ascoltato Bill Haley e iniziò a collezionare dischi. Altri artisti che imparò ad amare furono Gene Vincent, Eddie Cochran, Arthur Crudup, Elvis Presley, Cliff Richard e Chuck Berry. Ricevette in regalo la prima chitarra a nove anni e a 12 entrò come bassista nel suo primo gruppo, Susan and the Hula Hoops, la cui cantante Helen Shapiro sarebbe diventata famosa come solista tre anni dopo. Molti ritengono che la fama raggiunta da Helen abbia stimolato Mark a diventare celebre.
In gioventù Mark maturò anche la passione per l'eleganza nell'abbigliamento, che sarebbe stata una delle componenti fondamentali del suo successo; fin da adolescente ebbe un'ammirazione maniacale per Beau Brummell, il dandy inglese per eccellenza vissuto a cavallo fra il XVIII e il XIX secolo, nel quale si identificò dopo avere letto libri sulla sua vita, maturando le convinzione che l'aspetto esteriore e una bella presenza fossero le cose fondamentali per attrarre la gente. In seguito rimase colpito dallo stile dei mod e si unì al movimento. Nel 1960 conobbe di persona il suo idolo Eddie Cochran, che sarebbe morto in un incidente stradale nell'aprile di quello stesso anno.

### Inizio carriera
Adolescente ribelle, all'età di quattordici anni Mark abbandonò la scuola e cercò fortuna nel mondo della musica. A quindici anni si trasferì con la famiglia a Wimbledon. Fu notato per il suo abbigliamento mod da un giornalista che gli fece un servizio fotografico e per un breve periodo lavorò come modello ma tornò presto ad occuparsi di musica. Nel 1964 conobbe il suo primo manager e incise All at Once, probabilmente il suo primo brano, cantato con lo stile di Cliff Richard. Entrò quindi con una chitarra acustica nel circuito del folk britannico. Ad inizio carriera eseguiva in prevalenza cover, molte delle quali di Bob Dylan, e assunse il nome d'arte Toby Tyler. Trovatosi un manager, incise alcuni brani e fece un provino per la EMI, che non fu interessata a scritturarlo. I brani incisi come Toby Tyler sarebbero stati pubblicati solo nel 1993 con il titolo The Maximum Sound Session.
Nel periodo successivo scrisse diverse poesie e tenne un diario firmandosi Marc Feld. Deluso dalla EMI, si dedicò per un breve periodo alla TV come attore ma ne fu annoiato e si trasferì quindi in Francia. Il poco che si sa del periodo francese viene dai suoi resoconti, per sua stessa ammissione manipolati con licenza poetica. Sembra certo che abbia diviso l'alloggio con un appassionato di magia e che questi abbia esercitato su di lui una grande influenza. Al ritorno a Londra era ossessionato e ispirato dalle passioni per la mitologia greca, la poetica romantica inglese e soprattutto il fantastico mondo descritto nei libri Lo Hobbit e Il Signore degli Anelli di Tolkien, che divennero in quegli anni simboli del movimento hippy e della controcultura. Fu in seguito soprannominato elfo danzante (Bopping Elf) per la sua bassa statura (1 metro e 62 cm) e per la sua musica energetica.
Iniziò a scrivere ad un ritmo notevole brani nei quali emerse la sua natura poetica e fantastica, che avrebbero avuto un forte impatto tra gli hippy londinesi e sarebbero apparsi in seguito nei primi album dei Tyrannosaurus Rex. Tra questi brani vi era The Wizard, dedicato al mago conosciuto in Francia, che la Decca Records accettò di pubblicare. La casa discografica avrebbe voluto che cambiasse il cognome in Bowland, e dopo il suo rifiuto fu trovato il compromesso Marc Bolan, cui fu attribuito The Wizard, pubblicato nel novembre 1965. Bolan conobbe un periodo di relativa fama grazie alle interviste della stampa, alle quali si presentò con il nuovo look formato da lunghi capelli riccioli e abiti esotici. Il debutto televisivo, avvenuto al programma della BBC Ready Steady Go! fu però un disastro con gravi errori dei musicisti che lo accompagnavano e problemi di audio.
Dopo il deludente secondo singolo, The Third Degree, Bolan si affidò al produttore Simon Napier-Bell e firmò con la Columbia Records, ma anche il terzo singolo fu un flop. I brani incisi in questo periodo sarebbero stati pubblicati nell'album del 1974 The Beginning of Doves e, riarrangiati, in quello del 1982 You Scare Me to Death.

### Chitarra elettrica dei John's Children
Napier-Bell a quel tempo produceva diversi gruppi tra i quali gli Yardbirds, che ebbero un grande impatto su Bolan, e la band proto-punk John's Children. Questi ultimi, annoverati tra i primi esponenti del rock psichedelico, avevano destato scandalo a livello nazionale per i loro provocatori concerti e si erano anche esibiti nudi. Avevano avuto discreto successo dal vivo ma le vendite erano state scarse. Bolan fu chiamato a sostituirne il chitarrista anche per la sua creatività come compositore e Napier-Bell fu d'accordo, allo scopo di far conoscere in un ambito già collaudato il nome di Bolan. Questi fu a sua volta d'accordo, entusiasmato che per l'etichetta Track Records a cui erano legati i John's Children avesse firmato in quel periodo anche Jimi Hendrix.
Il gruppo si mise al lavoro per realizzare nuovi brani. Il primo singolo fu Desdemona e venne scritto da Bolan, la cui originale voce compare solo nei cori, dato che la band aveva già un cantante. Fu pubblicato nel maggio 1967 e sembrava destinato ad avere grande successo, ma la BBC lo censurò per il verso "lift up your skirt and fly" (alzati la gonna e vola). Desdemona viene comunque considerato uno dei migliori brani pubblicati nel 1967. Bolan si rivelò troppo diverso dagli altri membri del gruppo, che facevano largo uso di stupefacenti e alcolici mentre lui era più moderato e concentrato sulle composizioni. Voleva inoltre essere lui a decidere sulle scelte musicali, ma il leader era il bassista John Hewlett. Dopo un disastroso concerto in Germania, Bolan uscì dai John's Children quattro mesi dopo esservi entrato e subito si diede da fare per formare una propria band.

### Tyrannosaurus Rex e il folk-psichedelico acustico
Nell'agosto del 1967 Marc Bolan formò i Tyrannosaurus Rex, dal nome del feroce dinosauro predatore che gli richiamava alla memoria i draghi descritti nei libri di Tolkien. Aveva fretta di cominciare e non ebbe tempo di fare le prove con i musicisti che avevano risposto alla sua inserzione. Al primo concerto, suonato con chitarra e basso elettrici, si esibirono in quattro e fu un disastro. Licenziò subito bassista e chitarrista, che non si erano dimostrati all'altezza, e continuò con il solo batterista Steve Turner, che aveva invece dimostrato di capire la musica e il fantastico mondo di Bolan. Questi fece prendere a Turner il nome d'arte Steve Peregrin Took in onore di Peregrino Tuc, uno degli eroi del Signore degli Anelli. In quel periodo la Track Records si riprese la chitarra elettrica e gli amplificatori in mano a Bolan e Took, rimasto senza soldi, vendette la batteria e si comprò dei bonghi.
Iniziarono ad esibirsi come duo acustico; la combinazione tra la chitarra acustica e il distintivo stile vocale di Bolan, e i bonghi e l'assortimento di vari tipi di percussioni di Took, compresi strumenti per bambini, procurò ai due un certo seguito nella scena underground. Pur mantenendo in parte le radici rock and roll di Bolan, ad esempio per la brevità dei brani, la loro musica fu un connubio tra un rock psichedelico non convenzionale e una forma fantastica di folk, con testi densi di esoterismo e popolati da streghe, draghi, incantesimi, elfi, guerrieri e druidi. Nei brani di questo periodo furono anche rappresentati personaggi che si rifacevano al movimento hippy. Il lato psichedelico del suono fu legato anche al massiccio uso di stupefacenti di Took, con un interessante contrasto tra i diversi timbri usati per ciascuno dei suoi strumenti. Spesso Bolan storpiò volutamente le parole dei propri brani, rendendole incomprensibili, privilegiandone il suono a scapito del significato. Al contrario del suono dei maggiori gruppi psichedelici di quel tempo, basato su lunghi assoli strumentali, il suono dei primi Tyrannosaurus Rex fu dominato dalle parti vocali, in particolare divenne famosa la voce con cui Bolan cantava, caratterizzata da un uso intensivo di tremolo, vibrato e falsetto. Trasse ispirazione nelle composizioni dal primo album dei Pink Floyd e in particolare dal loro chitarrista Syd Barrett, che considerava un genio.
Fondamentale fu l'incontro con il DJ radiofonico John Peel, grande appassionato dei Tyrannosaurus Rex, che aiutò ad ottenere visibilità a livello nazionale invitandoli inizialmente ad esibirsi ai suoi programmi per la radio pirata dove lavorava e, quando questa fu fatta chiudere, facendoli ingaggiare come ospiti fissi al Middle Earth club. In quello stesso periodo Peel fu assunto alla BBC Radio 1 e continuò ad invitare il gruppo ad esibirsi. Le incisioni di queste trasmissioni alla BBC, comprendenti anche molti altri artisti, sarebbero state pubblicate a partire dal 1986 dalla Strange Fruit Records dello stesso Peel con il titolo The Peel Sessions. Il popolare DJ inglese intuì la grande ambizione che animava Bolan, il cui enorme talento non poteva essere confinato nel solo movimento hippy, e in seguito avrebbe detto che era un figlio dei fiori con un coltello nascosto nella manica.
Altrettanto importante fu l'incontro con il jazzista e produttore discografico statunitense Tony Visconti, incaricato di scoprire a Londra un gruppo che potesse soppiantare i Beatles. Visconti rimase colpito dalla voce unica di Bolan durante un concerto londinese dei Tyrannosaurus Rex alla fine del 1967 e subito procurò loro un contratto con la Essex Music, la cui consociata Regal Zonophone Records nel luglio 1968 pubblicò il primo album del duo intitolato My People Were Fair and Had Sky in Their Hair... But Now They're Content to Wear Stars on Their Brows. Inciso in soli otto giorni con un budget molto limitato su un registratore a 8 tracce, la maggior parte dei brani erano stati scritti da Bolan per i John's Children. Dalle sessioni fu scelta la traccia Debora come singolo, pubblicato nell'aprile 1968, che non fu però inserita tra i brani dell'album, comparendo come bonus track nell'edizione del 2004 dell'album stesso. Il mentore di Bolan, John Peel, appare nell'album come voce narrante in un brano e scrivendo un messaggio sulla copertina.
Malgrado la fredda accoglienza della critica e nonostante il suono non fosse stato completamente soddisfacente, sia per lo scarso tempo a disposizione che per l'incapacità dei fonici di capire la musica di Bolan, My People Were Fair arrivò al 15º posto nella classifica britannica degli album e Debora al 34º in quella dei singoli. Visconti fu molto soddisfatto di aver lavorato con Bolan e continuò in seguito a produrne i lavori mettendo in secondo piano David Bowie, che produceva già da qualche mese e il cui album di esordio risaliva al giugno del 1967. Bowie e Bolan erano amici da diversi anni e l'amicizia rimase negli anni successivi, ma cominciò ad instaurarsi fra i due un'accesa rivalità professionale. In questo periodo Bolan scelse come manager la Blackhill Enterprises, compagnia che gestiva anche la carriera dei Pink Floyd. Bolan conobbe alla Blackhill Enterprises la prima moglie June Child per la quale provò amore a prima vista, influenzandola in breve con le sue ossessioni esoteriche e con la passione per i libri di Tolkien.
Il successo delle vendite dell'album di esordio si rifletté sulle esibizioni dal vivo dei Tyrannosaurus Rex, che nell'estate del 1968 compirono una tournée in Scozia e furono poi invitati a grandi raduni tra cui quello di Hyde Park, dove si esibirono anche Pink Floyd, Jethro Tull e Roy Harper. Prima di fine anno registrarono il secondo album Prophets, Seers & Sages: The Angels of the Ages, in cui abbandonavano i pochi riferimenti alla società moderna contenuti nel primo lavoro per immergersi completamente nel mondo fantastico della mitologia e della magia. Dall'album fu estratto il singolo One Inch Rock, in cui il protagonista viene rimpicciolito da una maga che lo fa diventare alto un pollice e lo rinchiude con una ragazza altrettanto piccola in una bottiglia, dove i due si mettono a ballare. Le vendite furono scarse ma permisero al duo di comprare strumenti nuovi. Bolan si rese conto che era diventato un idolo dei giovani hippy ma che si stava richiudendo in tale ghetto, e questa consapevolezza iniziò a scavare un solco tra lui e Took. In questo periodo abbandonò la Blackhill Enterprises e si affidò al management di June Child.
Nel 1969 Bolan pubblicò il libro con le proprie poesie Warlock of Love (Stregone d'amore), le cui storie si basano sugli stessi argomenti esoterici degli album. Con la teatralità che lo contraddistinse, dichiarò di aver potuto scrivere il libro perché in una precedente incarnazione era stato un bardo celtico. Negli anni seguenti la popolarità di Bolan aumentò e ne sarebbero state vendute oltre 40 000 copie. Nel maggio del 1969 fu pubblicato il terzo album Unicorn, nel quale si rinnovano i temi esoterici dei due precedenti. La novità fu una strumentazione più professionale, con nuove chitarre e percussioni, e anche le registrazioni furono eseguite con registratori più moderni, ottenendo un suono più pulito. Fu nuovamente invitato John Peel per la seconda parte della poesia che aveva letto nel primo album. Unicorn è considerato il migliore dei dischi dell'era Bolan-Took ed ebbe grande successo nel Regno Unito, raggiungendo il 12º posto in classifica, ma fu un fiasco negli USA, dove il pubblico non era pronto a recepire questo tipo di musica.

### Ritorno al rock elettrico e T. Rex
A questo punto Bolan tornò a cimentarsi con la chitarra elettrica, che riprese per la prima volta in un concerto dell'aprile 1969 in cui Took si esibì al basso in diversi brani. Nonostante l'insuccesso di tale concerto, Bolan volle continuare sulla nuova strada elettrica e il risultato fu il singolo King of the Rambling Spires, uscito nel luglio 1969, che si fermò al 44º posto della classifica. Iniziò poco dopo il tour promozionale di Unicorn negli Stati Uniti, che si rivelò un disastro sia per la fredda accoglienza del pubblico e sia perché segnò la fine del sodalizio con Took. Questi chiedeva maggiore spazio ed aveva scritto alcuni brani ma Bolan non intese rinunciare al controllo totale dei Tyrannosaurus, che erano una sua creazione. Mentre il primo vedeva la musica come un fatto rivoluzionario, Bolan la vedeva come un veicolo per diventare una stella del rock. Il consumo crescente di LSD da parte di Took provocò inoltre comportamenti sempre più strani fino a quando scomparve durante il tour. Al ritorno a Londra, in ottobre Bolan lo sostituì con Mickey Finn, che aveva meno talento musicale di Took ma aveva un aspetto fisico migliore e una personalità che si adattava meglio a quella di Bolan.
Il distacco da Took fu giudicato grave dalla stampa, che ne apprezzava il talento e la creatività e che diede per conclusa l'avventura dei Tyrannosaurus; nel periodo successivo fu difficile per il nuovo duo trovare locali disposti a farli esibire. Il rilancio avvenne grazie a John Peel che in novembre li invitò a suonare al suo programma Top Gear nella prima apparizione in pubblico di Finn con Bolan; per l'occasione i due interpretarono i brani del nuovo repertorio elettrico. Nel gennaio del 1970 Bolan suonò la chitarra elettrica nelle registrazioni per il singolo di Bowie The Prettiest Star. Il nuovo album dei Tyrannosaurus Rex fu preceduto dal singolo By the Light of the Magical Moon le cui vendite furono scarse, con i vecchi fans che chiedevano il ritorno di Bolan all'acustico. Il primo album elettrico, A Beard of Stars, uscì nel marzo del 1970 con meno riferimenti esoterici, il suono orientato verso la musica pop e la chitarra acustica che si intrecciava a quella elettrica. Bolan abbandonò i vocalizzi sconnessi dei lavori precedenti e la voce risultò più dolce e armoniosa. Se nei primi tre album il suono si basava molto sul dialogo tra il canto di Bolan ed il controcanto di Took, in questo disco si basa soprattutto sul dialogo tra la voce di Bolan e la chitarra elettrica. La title track A Beard of Stars fu il primo brano strumentale inciso dai Tyrannosaurus Rex, eseguito con chitarra elettrica e cimbalini a dita.
La critica lo giudicò migliore dei precedenti lavori dei Tyrannosaurus Rex, ma non andò oltre il 21º posto in classifica. Influirono sulle scarse vendite le critiche a Bolan degli hippy, che erano stati i suoi principali acquirenti e lo accusarono di aver rinnegato le radici acustiche, reputando l'elettrificazione un compromesso con la società dei consumi. Bolan rispose che era sempre stato appassionato di rock ed aveva ripiegato sull'acustico perché la Track Records gli aveva portato via la chitarra elettrica. Sapeva comunque che per diventare una stella del rock aveva bisogno di coinvolgere un'audience più ampia ed eterogenea di quella degli hippy, che tra l'altro non spendevano molti soldi per acquistare dischi. Poco dopo il duo intraprese un nuovo tour promozionale negli USA, ma sia le vendite che il tour furono deludenti. Era comunque soddisfatto del nuovo indirizzo musicale e del rapporto con Finn, che al contrario di Took non voleva imporre i propri punti di vista. Nel settembre 1970, i Tyrannosaurus Rex furono l'attrazione principale alla prima edizione del Glastonbury Festival, dove furono invitati per rimpiazzare The Kinks che avevano rinunciato.
Il manager Visconti fece accettare a Bolan di abbreviare il nome del gruppo in T. Rex, e con tale nome fu pubblicato dalla nuova etichetta Fly Records nell'ottobre 1970 il singolo Ride a White Swan, che ottenne un successo immediato rimanendo a lungo nella classifica britannica, dove raggiunse la seconda posizione. Fu il primo brano realizzato con l'arrangiamento di Visconti, che sarebbe stato usato spesso nei lavori successivi. Nel dicembre del 1970 fu pubblicato T. Rex, l'eponimo album del nuovo nome del gruppo. Malgrado un maggiore utilizzo del basso e della chitarra elettrica, molti dei suoi brani erano stati scritti per quella acustica. Fu giudicato un album di transizione, con diversi pezzi rock alternati ad altri tipici della mitologia di Bolan, che nell'occasione scrisse alcuni dei testi più belli della carriera. Fu realizzato quasi tutto dal duo T. Rex ma al basso elettrico si alternò in alcuni brani Visconti ed i tre eseguirono tutti i cori ad eccezione di un brano, dove furono eseguiti da Howard Kaylan e Mark Volman del gruppo statunitense The Turtles. Kaylan e Volman avrebbero contribuito in diversi altri album del gruppo. Il disco raggiunse la settima posizione delle classifiche britanniche, nelle quali rimase 23 settimane, e ai concerti si registrò spesso il tutto esaurito, anche per la scelta di abbassare i prezzi dei biglietti.

### Il progetto Rarn
Il disco T. Rex contiene solo alcune delle ultime canzoni di Bolan su temi esoterici e fantastici, una delle quali è The Children of Rarn, che apre l'album e viene ripresa per la chiusura. Il brano fa parte di un epico progetto di Bolan, un concept album sull'antico mondo di Rarn antecedente ai dinosauri, tracciato secondo lo stile caro a Tolkien, in cui l'autore intendeva riversare la sua visione del significato della vita. Bolan pubblicizzò questa idea promettendo di farne un film e i suoi fans ne attesero invano la realizzazione, ma tenne bloccati il progetto e gli altri brani che ne facevano parte privilegiando lo sviluppo in chiave rock della propria carriera. Visconti avrebbe arrangiato questi brani e li avrebbe pubblicati solo dopo la morte di Bolan.

### Glam rock e il definitivo successo commerciale
Nel periodo in cui stava pubblicizzando T. Rex, Bolan fu invitato alla trasmissione Top of the Pops della BBC dove si esibì truccato con del glitter e ai concerti che seguirono molti dei suoi adoranti fans si presentarono truccati allo stesso modo. Questa moda da lui lanciata fu uno degli elementi che caratterizzarono il genere glam rock, conosciuto anche come glitter. Bolan era ormai diventato la rock star che aveva sognato di essere, aveva perso buona parte del pubblico hippy ma aveva affascinato un'intera generazione di teenager, in particolare le ragazzine, che riempirono gridanti i suoi concerti.
Il basso elettrico era ormai diventato importante per i T. Rex, inoltre il crescente numero di spettatori ai concerti, il nuovo indirizzo musicale e i sempre più frequenti assoli di chitarra elettrica imposero un allargamento del gruppo. Nel novembre 1970 Bolan assunse come bassista Steve Currie e poco dopo il batterista Bill Legend. I nuovi T. Rex erano quindi formati da quattro membri più Tony Visconti che, oltre ad esserne il produttore e l'arrangiatore, occasionalmente contribuiva al basso o al piano. Fu questa la formazione dei T. Rex che riscosse il maggiore successo Bolan compose subito nuovi brani e nel febbraio 1971 fu pubblicato il singolo Hot Love, che nel giro di tre settimane raggiunse la vetta della classifica. I T. Rex erano diventati un fenomeno di massa; la stampa britannica coniò per loro il termine T. Rextacy.
Sulle ali del successo, Bolan fondò una propria casa discografica ma la Fly Records trovò il modo di pubblicare alcuni dei suoi successivi lavori che ebbero un successo straordinario: la raccolta The Best of T. Rex, l'album in studio Electric Warrior ed il singolo Get It On, che oscurò il successo di Hot Love con la 1ª posizione della Official Singles Chart. Fu il 45 giri dei T. Rex che ebbe il maggiore successo negli Stati Uniti raggiungendo la 10ª posizione in classifica. Il tour promozionale non ebbe altrettanto successo oltreoceano, ma al ritorno nel Regno Unito vi fu il tutto esaurito nei concerti, dove si registrarono anche episodi di follia collettiva. Electric Warrior fu accolto con grande entusiasmo dalla stampa, ebbe buone vendite negli USA, raggiunse il primo posto in UK e fu giudicato da Bolan il primo album vero che avesse mai realizzato. In seguito, dal 33 giri la Fly Records riuscì a pubblicare anche il brano Jeepster, che arrivò al secondo posto della UK Singles Chart.
Nel gennaio 1972 uscì Telegram Sam, il primo singolo della nuova casa di Bolan distribuito dalla EMI ed il terzo dei T. Rex ad arrivare in vetta alle classifiche britanniche. La Fly si era intanto assicurata i diritti per le compilation dei T. Rex e pubblicò Bolan Boogie, una raccolta che a sua volta divenne numero uno nelle vendite. Fu il periodo di maggior successo per Bolan, che veniva atteso in strada dai fan e conteso per le sue interviste da tutte le televisioni. Questa ondata di entusiasmo lese l'equilibrio di Bolan e la sua autostima degenerò, creandogli problemi con famosi colleghi come Bob Dylan, John Lennon, Ray Davies e Pete Townshend e attirandogli l'antipatia di diversi giornalisti.
Fu invece molto amico di Ringo Starr e Elton John, con i quali incise in diverse occasioni. Assieme ai due colleghi e ai T. Rex prese parte nel marzo 1972 a due indimenticabili concerti alla Empire Pool, diventata poi Wembley Arena; ad ognuno di essi presenziarono 10.000 spettatori. Le riprese dei due eventi fornirono la maggior parte delle scene per Born to Boogie, un film-documentario ideato da Starr per celebrare Bolan e i T. Rex. Dal film fu tratta una versione del brano Children of the Revolution, che raggiunse il secondo posto delle classifiche britanniche. Nel frattempo anche il nuovo 33 giri The Slider era finito al primo posto in UK ed il brano Metal Guru, tratto dall'album, fu l'ultimo singolo dei T. Rex a primeggiare in patria. Durante il successivo tour, che toccò Stati Uniti, Estremo Oriente e Australia, nel dicembre 1972 fu registrato Solid Gold Easy Action, singolo che arrivò al secondo posto in UK. Nella seconda metà del 1972, Bolan orientò per la prima volta alcuni brani dei T. Rex verso l'Heavy Metal.
Nei primi mesi del 1973 i T. Rex pubblicarono l'album Tanx ed il singolo 20th Century Boy, entrambi giunti al terzo posto delle rispettive classifiche britanniche. Nel singolo vi erano elementi di Metal mentre i T. Rex presero le distanze dal Glam rock e dalla scena pop in genere nell'album. Quest'ultimo uscì in un periodo in cui parte della stampa pronosticava il declino del gruppo e nei testi affiora l'insofferenza di Bolan. Nel giugno successivo uscì il singolo The Groover, che raggiunse il quarto posto in classifica, dove rimase meno settimane dei precedenti successi. In questo periodo aggiunse tre coriste per i suoi concerti tra le quali la cantante soul Gloria Jones, con la quale avrebbe intrecciato una relazione e avrebbe avuto il figlio Rolan, nato nel 1975.
Bolan fu il primo possessore della Gibson Les Paul Special che sarebbe poi divenuta la chitarra elettrica principale di Bob Marley. L'aveva acquistata nel 1973 da Top Gear – un negozio di musica in Denmark Street, nel centro di Londra – salvo poi cambiare rapidamente idea e permutarla con un'altra Les Paul con magneti humbucker.

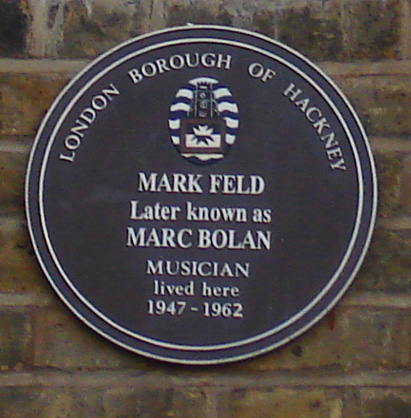
La placca commemorativa di Marc Bolan vicino alla sua casa a Londra

### Il declino e la rinascita
Nel 1974 per Marc Bolan cominciò un periodo difficile con la progressiva perdita dei componenti della formazione storica del gruppo, tra i quali il primo ad andarsene fu Bill Legend. Licenziò inoltre il produttore Tony Visconti dopo l'insuccesso discografico dell'album Zinc Alloy and the Hidden Riders of Tomorrow e divorziò dalla moglie June Child. Anche la sua salute andò peggiorando a causa di un'alimentazione sregolata che lo fece ingrassare notevolmente e della sua dipendenza dalla cocaina; alla fine del 1974 fu vittima di un attacco cardiaco. In questo periodo aveva cercato di sviluppare la sua musica, passando dal glam rock al soul, anche attraverso l'aiuto di Gloria Jones. Ciò gli aveva alienato i fans inglesi ed europei e non aveva stimolato l'interesse del mercato statunitense, a cui Bolan aveva rivolto la propria attenzione. Negli Stati Uniti non aveva mai avuto gran successo nelle vendite nemmeno quando era all'apice del successo (1971-1973), ma costituiva soltanto un fenomeno di culto, come in generale fu la maggior parte dei gruppi britannici di glam rock.
Dopo un biennio di crisi creativa, nel 1977 tuttavia Bolan si riprese e, con una nuova formazione dei T. Rex, incise il nuovo album Dandy in the Underworld con il quale tornò in classifica nel Regno Unito. Nell'autunno dello stesso anno, gli fu affidata dall'emittente inglese Granada Television la conduzione del programma televisivo intitolato Marc, che gli restituì buona parte della popolarità raggiunta nel periodo di maggior successo dei T. Rex. Nell'ultima puntata del programma, prima della sua morte, Marc Bolan aveva ospitato David Bowie, suo grande amico negli anni '60 a Londra, ma in seguito rivale quando gareggiavano per la leadership del glam rock.

### La morte

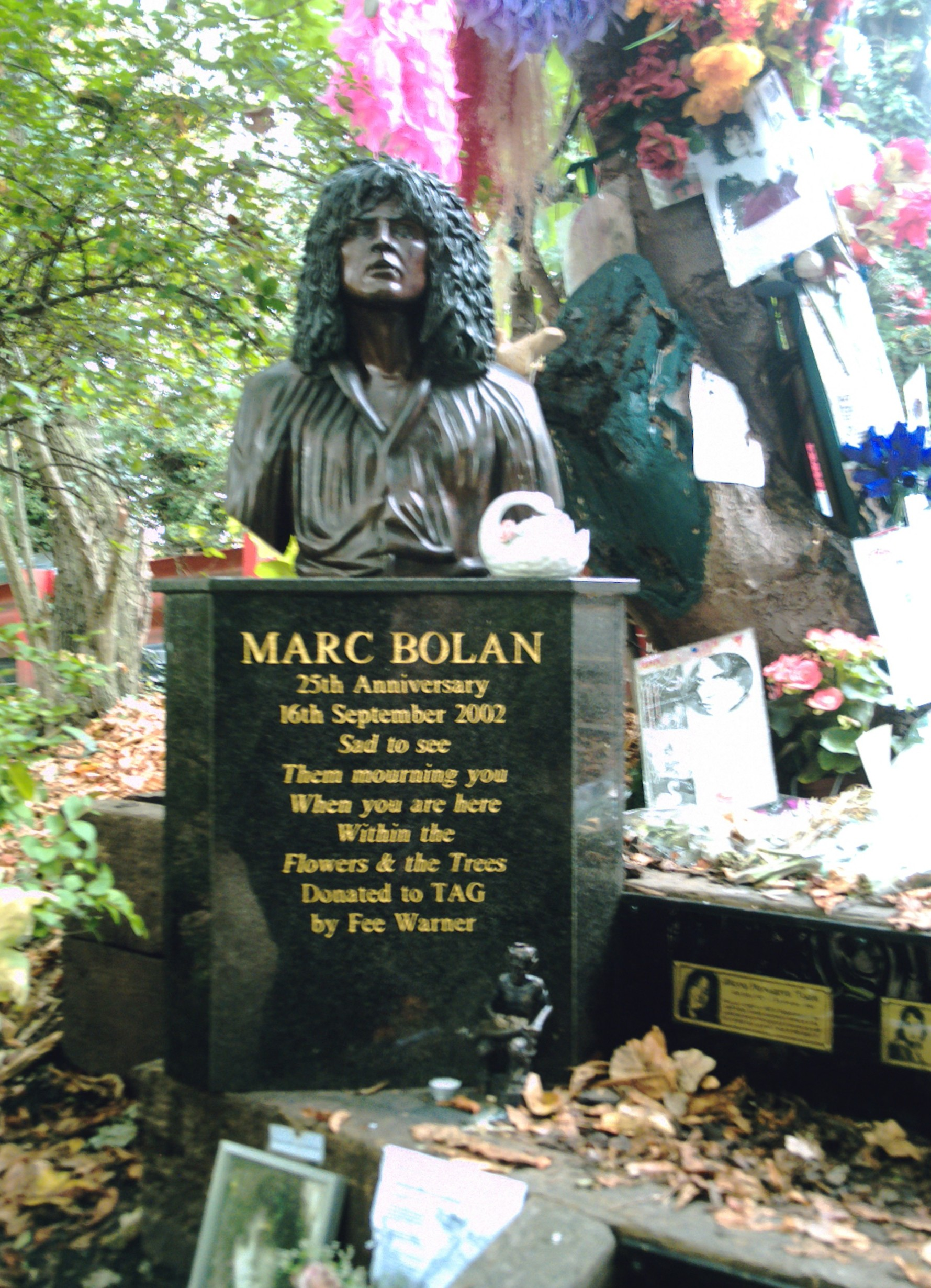
Il busto alla memoria di Marc Bolan a Barnes, vicino alla stazione.

Marc Bolan morì in un incidente all'alba del 16 settembre 1977, due settimane prima del suo trentesimo compleanno. Stava tornando a casa dopo aver trascorso la notte in un ristorante con la fidanzata Gloria Jones, che perse il controllo della sua Mini e andò a finire contro un albero. Il cantante morì sul colpo mentre la Jones subì alcune fratture.
Bolan era solito citare diversi modelli di automobili nelle sue canzoni, ma non aveva mai preso la patente di guida in quanto temeva una morte prematura e sentiva che sarebbe morto giovane. Il suo ex produttore Napier-Bell rivelò che diversi anni prima l'aveva messo in guardia di non morire a bordo di una Porsche come era successo a James Dean, che era uno degli idoli di Bolan, e questi rispose di essere basso e che gli sarebbe invece piaciuto morire in una Mini.
I funerali, a cui presenziarono tra gli altri David Bowie, Rod Stewart e Steve Harley, si tennero al crematorio di Golders Green, nel nord di Londra, dove le sue ceneri furono interrate. Il luogo dell'incidente, nel distretto londinese di Barnes, è stato trasformato in una sorta di santuario chiamato Bolan's Rock Shrine, affidato alla cura del T. Rex Action Group. Nel 2002, anno del venticinquesimo anniversario della morte, è stato posto sul luogo un busto che lo raffigura, scoperto durante la cerimonia dal figlio Rolan.

## Discografia

### Solista
- 1974 - The Beginning of Doves
- 1981 - You Scare Me to Death
- 1983 - Dance in the Midnight
- 1992 - Observations
- 1993 - The Maximum Sound Session
- 1995 - The 16 greatest hits

### Con i John's Children
- 1982 - The Legendary Orgasm Album
- 1997 - Smashed Blocked!

### Con i Tyrannosaurus Rex
- 1968 - My People Were Fair and Had Sky in Their Hair... But Now They're Content to Wear Stars on Their Brows
- 1968 - Prophets, Seers & Sages: The Angels of the Ages
- 1969 - Unicorn
- 1970 - A Beard of Stars

### Con i T. Rex
- 1970 - T. Rex
- 1971 - Electric Warrior
- 1972 - The Slider
- 1973 - Tanx
- 1974 - Zinc Alloy and the Hidden Riders of Tomorrow
- 1974 - Light of Love
- 1975 - Bolan's Zip Gun
- 1976 - Futuristic Dragon
- 1977 - Dandy in the Underworld